# Salomon Kalou
Salomon Armand Magloire Kalou (Oumé, 5 de agosto de 1985) é um ex-futebolista marfinense que atuava como atacante.

## Carreira

### Início
Foi revelado pelo ASEC Mimosas, em 2002, sendo contratado no ano seguinte pelo Feyenoord.

### Feyenoord e Seleção
Acabou acalentando o sonho de jogar pela Seleção Holandesa, resolvendo então recusar as convocações da Seleção de seu país natal para poder ter esse direito. Kalou desejava disputar a Copa do Mundo de 2006 pela Laranja — curiosamente, a mesma cor da Seleção Marfinense; os países ainda por cima se enfrentariam, na primeira fase. Salomon Kalou, entretanto, necessitava da cidadania neerlandesa para poder atuar pela seleção de seus sonhos, mas era preciso que ele residisse por mais um naquele país. Tentou apelar ao governo neerlandês para que este lhe concedesse a cidadania em tempo recorde, mas o procedimento acelerado foi negado pela Ministra da Integração, Rita Verdonk, conhecida por sua política de restrições à concessão da cidadania neerlandesa. Kalou, altamente cotado por Johan Cruijff e Marco van Basten como uma alternativa a Arjen Robben e Robin van Persie, acabou não indo ao mundial. Seu irmão, Bonaventure Kalou, acabou indo, pela Costa do Marfim. Caso Salomon tivesse conseguido a cidadania, ocorreria o ineditismo nas Copas do Mundo de dois irmãos estarem jogando e se enfrentando por países diferentes. Ou este poderia ter jogado pelo seu país juntamente com seu irmão.

### Chelsea
Contratado pelo Chelsea no dia 30 de maio de 2006, Kalou chegou ao clube inglês por uma taxa não revelada, mas especulada em nove milhões de libras.
| “ | Eu estava jogando bem pelo Feyenoord, então o técnico Van Basten queria que eu jogasse a Copa do Mundo de 2006 pela Seleção Holandesa. Mas eu estava no país havia quatro anos, e para ter a cidadania neerlandesa você precisa ficar lá cinco anos. Ocorreram alguns problemas políticos, então as coisas não deram certo. Se esperasse mais um ano, poderia pegar o passaporte neerlandês, mas aí apareceu a oportunidade de assinar com o Chelsea. Tive de fazer uma escolha: ou ficava mais um ano no Feyenoord e jogaria pela Seleção Neerlandesa ou viria para o Chelsea e atuaria com grandes jogadores. Foi uma decisão difícil, mas optei pelo Chelsea e não me arrependo. | ” |

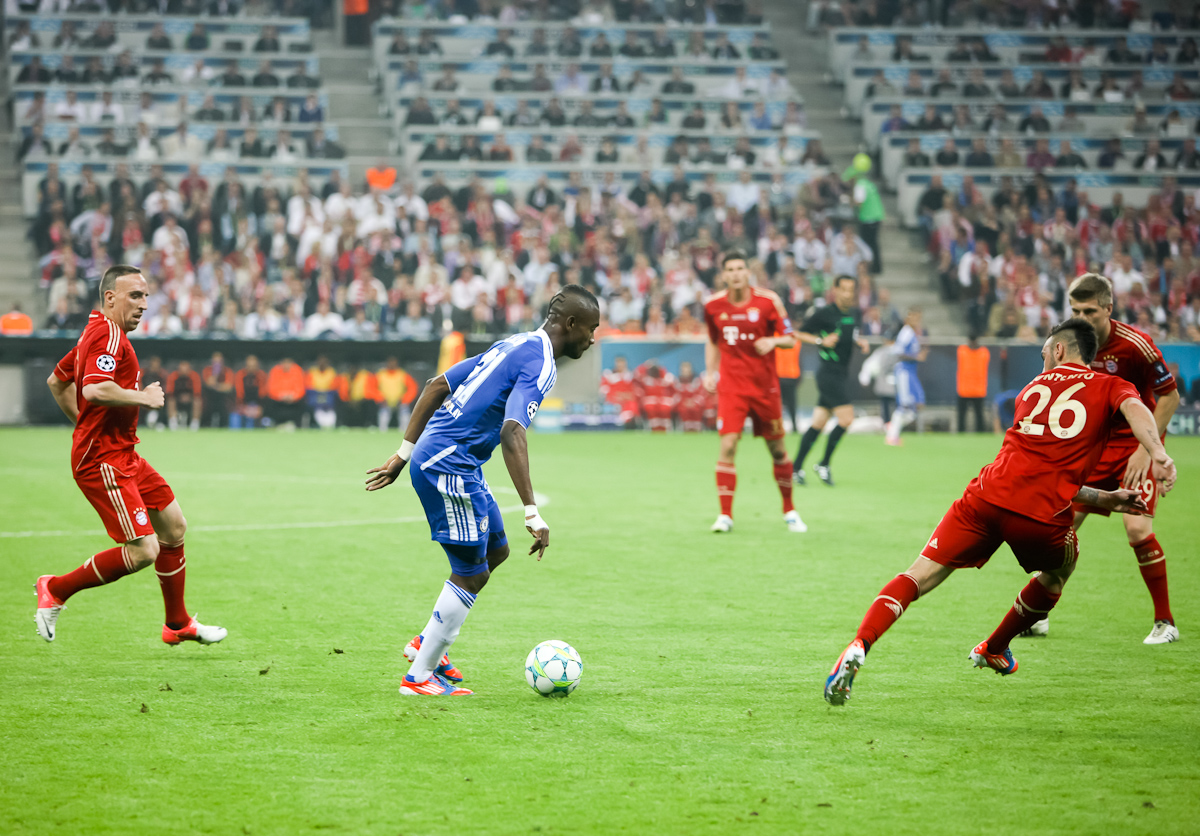
Kalou na final da Liga dos Campeões da UEFA de 2011–12

Conforme falou, a motivação em atuar ao lado dos ídolos era tamanha que, na mesma entrevista, admitiu ter levado uma câmera para fotografar-se ao lado deles. Um deles era seu compatriota Didier Drogba. Posteriormente, Kalou, sem tantas alternativas, aceitou defender a Seleção Marfinense.

### Lille
Em julho de 2012, o Lille anunciou sua contratação.
| “ | O projeto do Lille, sobretudo com o Grande Estádio, é ambicioso e agradou-me imenso. Daquilo que já observei não fica atrás das grandes equipas europeias. Estou cá para desfrutar e entrar em contato com o público, que sei que é muito caloroso. | ” |

### Hertha Berlim
No dia 29 de agosto de 2014, foi anunciado como novo reforço do Hertha Berlim.
Em maio de 2020, após postar um vídeo em seu Facebook quebrando protocolos de higiene relacionados ao coronavírus, Kalou envolveu-se em uma polêmica com o clube alemão. O atacante chegou a apagar o vídeo e desculpar-se, mas acabou suspenso pela equipe.

### Botafogo
Foi anunciado pelo Botafogo no dia 9 de julho de 2020, com a hashtag #Putfire no Twitter, sendo um dos assuntos mais comentados do dia. Sua apresentação foi dois meses depois, no dia 15 de agosto, em uma cerimônia online e transmitida ao vivo, onde o atacante recebeu a camisa 8. Kalou afirmou em sua apresentação:
| “ | Muito obrigado a todos que fizeram isso ser possível. Foi complicado, mas estamos aqui. Gostaria de falar que você não escolhe o Botafogo, o Botafogo escolhe você. Sou muito privilegiado pelo Botafogo ter me escolhido. Agora sou parte dessa família. Estou muito feliz com esse carinho da torcida e quero poder retribuir em campo. | ” |

O marfinense estreou pelo Botafogo no dia 2 de setembro, no empate de sem gols com o Coritiba, válido pela 7ª rodada do Campeonato Brasileiro. Foi elogiado pelo técnico do Botafogo na época, Paulo Autuori, que disse:
| “ | Ele suportou até mais do que a gente esperava. Estávamos atentos ali para ver até onde ele poderia ir. Vai agregar bastante ainda. Foi o primeiro jogo dele depois de tanto tempo sem jogar e de tanto tempo sem permanecer tantos minutos em um jogo. Com a sequência, vai agregar bastante. | ” |

Marcou seu primeiro gol com a camisa alvinegra logo em seu segundo jogo, no dia 5 de setembro, no empate de 2 a 2 com o Corinthians, em jogo válido pela 8ª rodada do Campeonato Brasileiro. Ao final da partida, durante uma entrevista ao Premier, o jogador disse:
| “ | É um sentimento misto, porque a gente queria ganhar, queria sair daqui com a vitória. Levamos o gol no último minuto. Estou feliz com o gol, mas triste pelo resultado. | ” |

Após ter caído de rendimento e não conseguido suprir as expectativas, o Botafogo emitiu um comunicado oficial no dia 2 de abril de 2021, anunciando a rescisão amigável de seu contrato. Ao todo, Kalou ficou oito meses no clube e atuou em 27 partidas, tendo marcado apenas um gol.

## Vida pessoal
Além de futebolista, Kalou é graduado no curso de Administração pela École de Commerce de Lyon.

## Títulos
ASEC Mimosas
- Campeonato Marfinense: 2002

Chelsea
- Copa da Inglaterra: 2006–07, 2008–09 e 2009–10 e 2011–12
- Copa da Liga Inglesa: 2007
- Supercopa da Inglaterra: 2009
- Premier League: 2009–10
- Liga dos Campeões da UEFA: 2011–12

Costa do Marfim
- Campeonato Africano das Nações: 2015

### Prêmios individuais
- Revelação do Futebol Neerlandês do Ano: 2004–05